# Weserflug P.1003
Die Weserflug P.1003 war ein Projekt des deutschen Weser-Flugzeugbaus von 1938 zur Entwicklung eines zweisitzigen militärischen Kipprotorflugzeugs mit VTOL-Eigenschaften.

## Geschichte
Anfang 1938 erstellten der technische Direktor von Weserflug, Adolf Rohrbach, und Adolf Simon Pläne für ein Kipprotor-Flugzeug, dessen Entwicklung unter der Bezeichnung P.1003 vom Reichsluftfahrtministerium unterstützt wurde. Das Flugzeug war ein Eindecker mit einem konventionellen Rumpf. Das Flugzeug wurde mit hoch montierten Flügeln gebaut, deren Außenflächen mit einem Propeller an jeder Flügelspitze schwenkbar waren. Für dieses Prinzip meldete Weserflug im Mai 1938 ein Patent an. In der Rumpfmitte war ein Daimler-Benz DB 600 installiert. Antriebswellen verbanden den Motor mit zwei Propellern mit vier Metern Durchmesser. Die ursprünglichen Pläne beinhalteten ein Einziehfahrwerk. Für den Start konnte der gesamte äußere Teil des Flügels um 90 Grad gedreht werden, so dass die Propeller nach oben zeigten und das Flugzeug vom Boden hoben. Danach würden die Propeller für den Übergang in den Horizontalflug waagerecht geschwenkt werden.
Das Flugzeug wurde jedoch aufgrund der Komplexität des VTOL-Systems nie gebaut, das Projekt nach Rohrbachs Tod im Jahr 1939 nicht weiter verfolgt.

## Technische Daten
| Kenngröße             | Daten                                       |
| --------------------- | ------------------------------------------- |
| Spannweite            | 7,00 m ohne Rotorkreis 11,00 mit Rotorkreis |
| Länge                 | 8,30 m                                      |
| Höhe                  | ~ 3,10 m                                    |
| Rotorkreisdurchmesser | 4,00 m                                      |
| Rumpfbreite           | 1,15 m                                      |
| Spurbreite            | 2,00 m                                      |